# Ardistomis viridis
Ardistomis viridis är en skalbaggsart som beskrevs av Thomas Say 1825. Ardistomis viridis ingår i släktet Ardistomis och familjen jordlöpare. Inga underarter finns listade i Catalogue of Life.